# Die Luftbrücke – Nur der Himmel war frei
Die Luftbrücke – Nur der Himmel war frei (internat. Titel: Berlin Airlift) ist ein Fernseh-Zweiteiler, der die Berliner Luftbrücke thematisiert. Er wurde 2005 im Auftrag von Sat.1 von teamWorx unter der Regie von Dror Zahavi produziert.

## Handlung
Berlin 1948, drei Jahre nach Ende des Zweiten Weltkriegs. Die alliierten Länder Amerika, Frankreich, Großbritannien und die Sowjetunion haben das besiegte Deutschland unter sich in Besatzungszonen aufgeteilt. Die Hauptstadt Berlin, umgeben von der sowjetischen Zone, ist Viersektorenstadt mit einem demokratisch gewählten, sozialdemokratisch dominierten Magistrat. Die Westsektoren werden aus den Besatzungszonen der Amerikaner, Franzosen und Briten versorgt, der Ostsektor aus der sowjetischen Zone. Es herrscht die Mangelsituation der Nachkriegszeit. Arbeitsplätze und Versorgungsgüter aller Art sind knapp, Strom gibt es nur phasenweise.
Luise Kielberg und ihr kleiner Sohn Micha sind allein, seit ihr Mann, Dr. Alexander Kielberg, für gefallen erklärt wurde. Luise braucht dringend Arbeit, um sich und ihr Kind zu ernähren. Wie so viele versucht auch sie, einen Job bei den amerikanischen Besatzungstruppen zu bekommen. Sie bewirbt sich erfolgreich als Bedienung in der Kantine des Flughafens Tempelhof. Luise leidet sehr unter dem Verlust ihres Ehemannes; dennoch lässt sie sich von ihrer besten Freundin, der Friseurin Leni überreden, nach vorne zu blicken, dem Leben wieder etwas Freude abzugewinnen und zum Tanzen zu gehen. Dort verliebt sich Leni in den Piloten Harry. Luise bleibt allein.
Der sowjetische Diktator Josef Stalin gibt sich provoziert, als in den westlichen Besatzungszonen eine neue Währung (D-Mark) eingeführt wird. Ab dem 24. Juni 1948 blockieren die Sowjets die Versorgung des Westteils der Stadt durch die Sperrung aller Zufahrtswege. US-Präsident Harry S. Truman erwägt zunächst den Abzug aller US-Truppen. Doch der Militärgouverneur der US-amerikanischen Besatzungszone General Lucius D. Clay will Berlin nicht aufgeben. Er verspricht dem führenden Sozialdemokraten Ernst Reuter die Versorgung der Stadt mittels einer Luftbrücke.
Die Berliner Luftbrücke entsteht. Der Flughafen Berlin-Tempelhof wird zum Dreh- und Angelpunkt für die Versorgung der mehr als zwei Millionen West-Berliner. Die Aufgabe erweist sich als sehr schwierig: Es gibt Probleme bei der Wartung der Flugzeuge, den Mannschaften und der Disziplin.
Von höchster Stelle wird ein erfahrener Organisator nach Berlin beordert: General Philipp Turner, der im Zweiten Weltkrieg in Asien bereits eine ähnliche Aktion durchgeführt hatte. Er strafft die Nutzung der Flugkorridore, legt bei der Flugkoordination und den Wartungsarbeiten das Fließband-Prinzip an, verlangt von den Piloten das Äußerste, fordert mehr und größere Maschinen und den Bau zusätzlicher Flugplätze.
Das veraltete Radarsystem in Tempelhof kann die dicht an dicht fliegenden Maschinen nicht unterscheiden, es kommt zu schweren Unfällen. Harry, inzwischen Lenis Verlobter, wird Opfer eines Flugzeugabsturzes. Leni verliert allen Lebensmut. Sie wird später einen Suizidversuch unternehmen, der von Luise verhindert wird.
Am 9. September richtet Ernst Reuter vor 300.000 Berlinern seinen historischen Appell an die „Völker der Welt: Schaut auf diese Stadt!“.
General Philipp Turner hat Luise Kielberg, die sofort bei ihrem ersten Kontakt durch Tatkraft hervorstach, zu seiner Sekretärin gemacht. Viele Stunden gemeinsamer Arbeit am Luftbrückenprojekt folgen. In einer leisen Minute erfährt man, dass auch General Philipp Turner an einem schweren persönlichen Verlust trägt: Seine Frau starb nach schwerer Krankheit, während er im Kriegseinsatz in China war. Zwei Söhne warten in den USA auf seine Rückkehr. Turners persönliche Motivation für seinen Einsatz: Nie wieder Krieg.
Auch die ähnliche Lebenssituation von Verlust bringt Turner und Luise einander näher: Die beiden werden ein Liebespaar. Eine kurze Zeit „somewhere over the rainbow“ beginnt.
Dann kehrt Luises totgeglaubter Ehemann zurück. Dr. Alexander Kielberg war in sowjetischer Gefangenschaft. Im Krankenhaus Neukölln, wo er seine Stelle als Arzt wiederbekommt, stürzt er sich in die Arbeit.
Luise liebt Turner, aber sie liebt auch ihren Mann. Sie ist fest entschlossen, ihre Ehe zu retten. Die Situation verkompliziert sich, als sie bemerkt, dass sie von Turner schwanger ist. Sie entschließt sich zur Abtreibung, flieht jedoch in letzter Sekunde vom OP-Tisch.
Unterdessen spitzt sich die politische Lage dramatisch zu: Die Russen versuchen zunehmend, die Flugzeuge der Luftbrücke zu stören. Sowjetische Kampfjäger verletzen die West-Luftkorridore nach Berlin. General Lucius D. Clay macht den Russen deutlich, dass die Amerikaner den Einsatz von Atomwaffen in Erwägung ziehen. Die Drohung wirkt; die Situation am Himmel über Berlin entspannt sich wieder.
Der Winter steht vor der Tür. In Berlin droht eine Tuberkulose-Epidemie. Dr. Alexander Kielberg fordert von Bürgermeister Reuter und General Lucius D. Clay Lieferungen des neuen hochwirksamen Medikaments Streptomycin aus den USA.
Eine weitere Erhöhung der Flugzahlen ist nötig. Ein zufälliger Blick auf Stromleitungsmasten, deren Leitungen übereinander montiert sind, bringt General Turner auf die Lösung: Die Flugkorridore werden in unterschiedlich hohe „Stockwerke“ übereinander gestaffelt. Mit dem neuen Radar ist dies möglich. Die Flugfrequenz kann weiter erhöht werden.
Dr. Kielberg sieht seine Frau eines Abends, als er allein vom Krankenhaus nach Hause geht, in einer Limousine einen Mann umarmen. Jetzt weiß er, dass Luise noch einen Anderen liebt. Eine Aussprache zwischen den Eheleuten folgt. Kielberg hat zu viel Tod und Unglück gesehen, um wütend zu werden. Er lässt Luise freie Wahl; das Kind – gleichgültig von wem – heißt er in dieser Welt willkommen. Kielbergs weise Entscheidungen erhöhen den seelischen Druck auf Luise.
Die amerikanische Regierung schneidet inzwischen der Sowjetunion die Zulieferung von Kohle aus dem Ruhrgebiet ab. General Turners Luftbrücke hat ein Stadium erreicht, das der gesamten Bevölkerung West-Berlins dauerhaft die Versorgung mit lebenswichtigen Konsumgütern sicherstellt.
Die sowjetische Regierung reagiert mit versteckten Anzeichen, dass sie daran denkt, die Blockade Berlins aufzuheben. Am 12. Mai 1949 um 0:01 Uhr beendet die Sowjetunion tatsächlich die Blockade Berlins.
Die Generäle Clay und Turner haben ihre Aufgabe mit Bravour bewältigt, sie werden belobigt. Turner wird sofort zu einem neuen Einsatz nach Guam beordert. Ein letztes Mal sehen sich Turner und Luise in ihrem alten Büro auf dem Flughafen Tempelhof. Turner versucht, Luise den Abschied leicht zu machen. Sie kann und soll nicht mit ihm gehen. „...Eines Tages hätte ich in Deinen Augen gesehen, dass Du einen zu hohen Preis für dieses Glück gezahlt hast.“ begründet er seinen Verzicht.
Turner geht. Luise bleibt und kehrt zu ihrer Familie zurück.

## Ausstrahlung und Einschaltquoten
Der erste Teil wurde im deutschen Free-TV am 27. November 2005 um 20:15 Uhr auf Sat.1 ausgestrahlt. Die Einschaltquoten ergaben, dass insgesamt 8,97 Millionen Zuschauer bei einem Marktanteil von 24,1 Prozent den Film sahen. In der werberelevanten Zielgruppe waren es 4,98 Millionen Zuschauer bei 31,0 Prozent Marktanteil. Anschließend an die Ausstrahlung des ersten Teils folgte die 35-minütige Dokumentation Die Luftbrücke – Berlin gibt nicht auf. Diese verfolgten 5,77 Millionen Zuschauer mit einem Marktanteil von 20,3 Prozent (25,7 Prozent in der Zielgruppe der 14- bis 49-Jährigen).
Einen Tag später, am 28. November 2005 wurde der zweite Teil, ebenfalls zur Primetime, gezeigt. Der Gesamtmarktanteil lag bei 23,0 Prozent mit 7,86 Millionen Zuschauern. In der Zielgruppe sahen 4,01 Millionen Zuschauer, sodass ein Marktanteil von 27,5 Prozent erreicht wurde.

## Besonderheiten
- Zuschauerresonanz Berlin: Besonders hoch war die Resonanz auf „Die Luftbrücke“ in Berlin: Nach einer Auswertung von Media Control sahen 39,5 Prozent der Westberliner und 29,1 Prozent der Ostberliner den Dokufilm über ihre Stadt.[3]
- Die Filmfigur General Philipp Turner ist eine Fiktionalisierung des historischen Generals William H. Tunner. Diese Fiktionalisierung war nötig, um die frei erfundene Liebesgeschichte zwischen dem General und der Sekretärin abseits historischer Fakten erzählen zu können.
- Die Schlussszene zwischen Philipp Turner und Luise Kielberg am/auf dem Startfeld des Flughafens Tempelhof paraphrasiert die Abschiedsszene zwischen Rick und Ilsa (Humphrey Bogart und Ingrid Bergman) auf dem Startfeld des Flughafens Casablanca im Filmklassiker „Casablanca“: Rick: Where I´m going you can´t follow. What I got to do you can´t be any part of. If that plane leaves the ground and you´re not with him you´ll regret it. Maybe not today, maybe not tomorrow but soon and for the rest of your life. Luftbrücke: Turner: Ich habe einen Einsatzbefehl nach Guam bekommen. (..) Wir wären sehr glücklich geworden, ...viele Tage,.... viele Monate, ...vielleicht sogar viele Jahre... Luise: Du weißt, dass ich nicht mit dir kommen kann. Turner: Ja, ich weiß. Irgendwann hätte ich in Deinen Augen gesehen, dass Du einen zu hohen Preis für dieses Glück gezahlt hast. In Casablanca besteigt die Frau das Flugzeug, um für immer fortzugehen, hier der Mann.

## Kritiken
- „Hier wurde ein interessantes Stück deutsche Vergangenheit spannend inszeniert, das seine Zuschauer informiert aber auch emotional berührt. Dass das ganze Spektakel über drei Stunden geht, ist überraschenderweise auch nicht weiter tragisch, gelingt es diesem Film doch, sein Publikum die komplette Zeit zu unterhalten und bei Laune zu halten.“[4]

- „Es gibt schlechtere Ideen als die Verfilmung deutscher Geschichte. Wir finden es gut, dass auf diese Weise historische Themen ins Bewusstsein gerückt werden“.[5]

- TV Spielfilm schrieb, „Regisseur Dror Zahavi [inszeniert] den 7,5 Millionen teuren Zweiteiler als packende Mischung aus Polit- und Liebesdrama mit Starbesetzung.“ Die schauspielerischen Leistungen von Ulrich Tukur als Clay und Ulrich Noethen als Kriegsheimkehrer seien „glänzend“, während Heino Ferch als Turner und Bettina Zimmermann als seine deutsche Freundin Luise „seltsam farblos [bleiben]“. Das Fazit zum ersten Teil lautete: „Hebt nie richtig ab, sieht aber bombig aus“.[6] Über den zweiten Teil des Filmes fällte man das Urteil: „Das epische Zeitgemälde aus Nachkriegs-Berlin wirkt streckenweise hölzern, die edle Ausstattung sorgt aber für Kino-Atmo.“[7] „Aufwendig, aber ohne echte Steilflüge“ hieß auch das Resümee zu dem um eine Stunde auf Filmformat gekürzten Werk.[8]

## Auszeichnungen
- 2006: Special Award für Produzent Nico Hofmann
- 2006: Deutscher Fernsehpreis Bester Schauspieler in einer Nebenrolle: Ulrich Noethen
- 2006: Goldene Kamera als Bester Fernsehfilm/Mehrteiler[9]